# Limbach Gruppe
Die Limbach Gruppe mit der führenden Gesellschaft Limbach Verwaltungs SE ist die größte inhabergeführte Laborgruppe in Deutschland, hervorgegangen aus dem 1979 in Heidelberg gegründeten MVZ Dr. Limbach und Kollegen. Sie besteht aus 47 Tochterunternehmen im Inland und 2 im Ausland. Die Tochterunternehmen sind vollständig im Konzern integriert. Schwerpunkt ist die Labormedizin. Zudem bietet die Gruppe Logistik- und IT-Dienste für Arztpraxen und Krankenhäuser an. Für Laborproben wird ein Kurierdienst angeboten. Das Wachstum der Gruppe ist vor allem auf Zukäufe kleinerer Labore seit 2012 zurückzuführen.
Unter dem Markennamen Limbach Analytics bietet die Gruppe an 7 Standorten Lebensmittelanalytik, Wasser- und Umweltanalytik sowie Hygiene-Dienstleistungen an.